# Sint-Petrus-en-Pauluskerk (Siegen)
De Sint-Petrus-en-Pauluskerk is een rooms-katholieke kerk in de Duitse stad Siegen.
De kerk werd op 9 september 1937 gewijd. Na de Tweede Wereldoorlog groeide de rooms-katholieke geloofsgemeenschap in het overwegend protestantse Siegen sterk door de aanwas van verdreven Duitsers uit andere delen van Europa, waardoor het de grootste rooms-katholieke parochie werd van Siegerland. Tegenwoordig wonen in het parochiegebied ca. 24.000 mensen, van wie ca. 5800 zich rooms-katholiek noemen.
Het met wit stucwerk gepleisterde gebouw heeft romaanse vormen en kent verder weinig uiterlijke decoratie. De toren is geïntegreerd in de narthex. Het oostelijke deel van de kerk wordt afgesloten door een verhoogd vierkant koor.     